# Lee Harwood
Travers Rafe Lee Harwood, född 6 juni 1939 i Leicester, död 26 juli 2015 i Hove, East Sussex var en engelsk poet.

## Liv
Lee Harwood växte upp i Surrey och tillbringade större delen av sitt vuxna liv i Brighton. Han var gift två gånger och fick tre barn, sonen Blake (f. 1962) tillsammans med Jenny Goodgame, samt sonen Rafe (f.1977) och dottern Rowan (f.1979) tillsammans med Judith Walker.
Det finns en rönn (eng. rowan tree) planterad till Lee Harwoods ära i Central Park i New York. I diktsamlingen In the Mists (1993) finns en dikt kallad "The Rowan Tree" tillägnad hans dotter Rowan. Ett litet utdrag ur dikten låter så här:

A beautiful tree, a powerful tree,
a tree of protection.
The care tree, the quickbeam tree, the wiggan,
the shepherd's friend, witchbeam, rowan tree.
Det finns även en gatsten till hans minne i parkens Literary Walk.

## Verksamhet
Som poet brukar Lee Harwood räknas till något som i hemlandet kallas British Poetry Revival. Han debuterade 1965 med title illegible och utgav genom åren ytterligare ett tjugotal samlingar.  1971 delade han utrymme med John Ashbery och Tom Raworth i volymen Penguin Modern Poets 19. Det finns också prosaböcker av hans hand, t.ex. Wine Tales: Un Roman Devin, skriven i samarbete med Richard Caddel, och Dream Quilt: 30 assorted stories, men de är båda medtagna i hans Collected Poems och bör ses som prosadikter.
För övrigt var Lee Harwood en framstående engelskspråkig uttolkare av Tristan Tzara.
Lee Harwood är inte översatt till svenska (2020).

## Verk
- Collected Poems (Shearsman Books, 2004)
- The Orchid Boat (Enitharmon Press, 2014)

### Samlingsverk
- Children of Albion: Poetry of the underground in Britain (Penguin books, 1969)
- Penguin modern poets. 19, tillsammans med John Ashbery och Tom Raworth (Penguin books, 1971)